# 苫米地鉄人
苫米地 鉄人（とまべち てつと、1981年9月22日 - ）は、愛知県名古屋市出身の元プロ野球選手（投手）、現スポーツトレーナー。

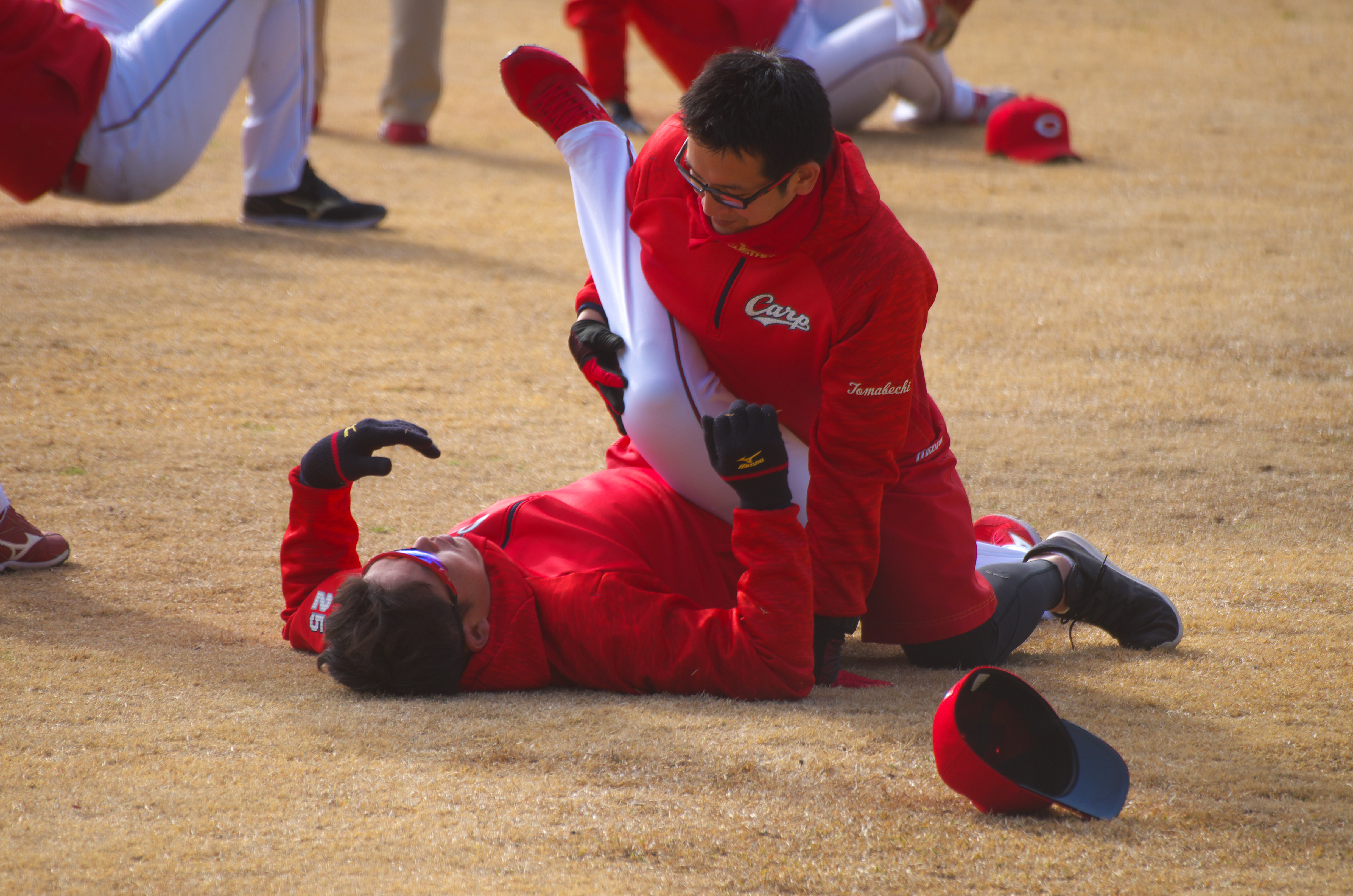
トレーナー転身後（写真右）。2018年2月18日日南市天福球場にて

## 来歴・人物
愛知県名古屋市生まれだが、実父の仕事の都合でのちに東京都調布市などに転居。全員男の三人兄弟の末子。調布シニアで活躍した。
苫米地という姓は青森県三戸郡南部町大字苫米地が発祥とされており、東北や北海道などに多いとされる。
山梨学院大附属高では、3年夏の山梨大会で4回戦敗退。高校の1学年先輩に森田丈武、1学年後輩に玉山健太、2学年後輩に大島崇行がいた(玉山と大島はプロでもチームメイトとなる)。1999年ドラフト6位で広島東洋カープに入団。入団当初、当時の監督達川晃豊の発案で同期入団の河内貴哉投手とコンビ「うっちーべっちー」で売り出そうとした。
2000年はチームの高卒ルーキーとして、高木宣宏以来18年ぶりに開幕一軍帯同を果たして活躍を見せたものの、2003年以降の4年間は右手親指、肩、肘の故障などで登板機会が減少する。カウント1-3（ワンスリー）からスライダーでストライクを取りにいくほど、スライダーに自信を持ち自在に操るが、ストレートが速くならず配球に苦しんでいた。
2006年10月1日広島から戦力外通告を受けそのまま引退、その後同年12月に結婚。
2007年から、広島市内のIGL医療専門学校鍼灸学科に進学し、2009年に国家資格を取得した。2011年10月にトレーナーとして広島に復帰した。

## 詳細情報

### 年度別投手成績
| 年 度     | 球 団     | 登 板 | 先 発 | 完 投 | 完 封 | 無 四 球 | 勝 利 | 敗 戦 | セ 丨 ブ | ホ 丨 ル ド | 勝 率 | 打 者 | 投 球 回 | 被 安 打 | 被 本 塁 打 | 与 四 球 | 敬 遠 | 与 死 球 | 奪 三 振 | 暴 投 | ボ 丨 ク | 失 点 | 自 責 点 | 防 御 率 | W H I P |
| --------- | --------- | ----- | ----- | ----- | ----- | -------- | ----- | ----- | -------- | ----------- | ----- | ----- | -------- | -------- | ----------- | -------- | ----- | -------- | -------- | ----- | -------- | ----- | -------- | -------- | ------- |
| 2000      | 広島      | 23    | 2     | 0     | 0     | 0        | 2     | 3     | 0        | --          | .400  | 188   | 40.2     | 41       | 8           | 21       | 1     | 4        | 42       | 2     | 1        | 25    | 23       | 5.09     | 1.52    |
| 2002      | 広島      | 21    | 6     | 1     | 0     | 0        | 5     | 3     | 0        | --          | .625  | 276   | 63.1     | 60       | 12          | 31       | 4     | 5        | 60       | 1     | 0        | 33    | 32       | 4.55     | 1.44    |
| 通算：2年 | 通算：2年 | 44    | 8     | 1     | 0     | 0        | 7     | 6     | 0        | --          | .538  | 464   | 104.0    | 101      | 20          | 52       | 5     | 9        | 102      | 3     | 1        | 58    | 55       | 4.76     | 1.47    |

### 記録
投手記録
- 初登板：2000年4月2日、対読売ジャイアンツ3回戦（東京ドーム）、5回裏に3番手で救援登板、2回無失点
- 初奪三振：同上、5回裏に村田真一から空振り三振
- 初勝利：2000年4月9日、対阪神タイガース3回戦（広島市民球場）、8回表に4番手で救援登板、1回無失点
- 初先発：2000年8月4日、対阪神タイガース20回戦（広島市民球場）、5回5失点で敗戦投手
- 初先発勝利・初完投勝利：2002年10月2日、対横浜ベイスターズ25回戦（広島市民球場）、9回2失点

打撃記録
- 初安打・初打点：2002年9月13日、対中日ドラゴンズ25回戦（広島市民球場）、2回裏に朝倉健太から中前2点適時打

### 背番号
- 54 （2000年 - 2006年）